# Ficus drupacea
Espèce
Statut de conservation UICN

 LC  : Préoccupation mineure
Ficus drupacea est une espèce de plantes à fleurs de la famille des Moraceae. C'est un arbre tropical originaire de l'Asie du Sud-Est et du nord-est de l'Australie. 
C'est un figuier étrangleur qui commence son cycle de vie comme épiphyte et peut finir par recouvrir son hôte. Il doit son nom à la drupe.

## Taxinomie
Il fut décrit par Carl Peter Thunberg dans Ficus genus, dissertatione botanica (es) en 1786.
Ficus drupacea a pour synonymes : 
- Ficus auranticarpa Elmer[2]
- Ficus chrysochlamys K.Schum. & Lauterb.[2]
- Ficus drupacea var. drupacea[2]
- Ficus ellipsoidea F.Muell. ex Benth.[2]
- Ficus gonia Buch.-Ham.[2]
- Ficus indica L.[2]
- Ficus mysorensis B.Heyne ex Roth[2]
- Ficus payapa Blanco[2]
- Ficus rupestris Buch.-Ham.[2]
- Ficus subrepanda (Wall. ex King) King[2]
- Ficus vidaliana Warb.[2]
- Urostigma bicorne Miq.[2]
- Urostigma chrysotrix Miq.[2]
- Urostigma dasycarpum Miq.[2]
- Urostigma drupaceum (Thunb.) Miq.[3]
- Urostigma mysorense Miq.[2]
- Urostigma pilosum Miq.[2]
- Urostigma subcuspidatum Miq.[2]

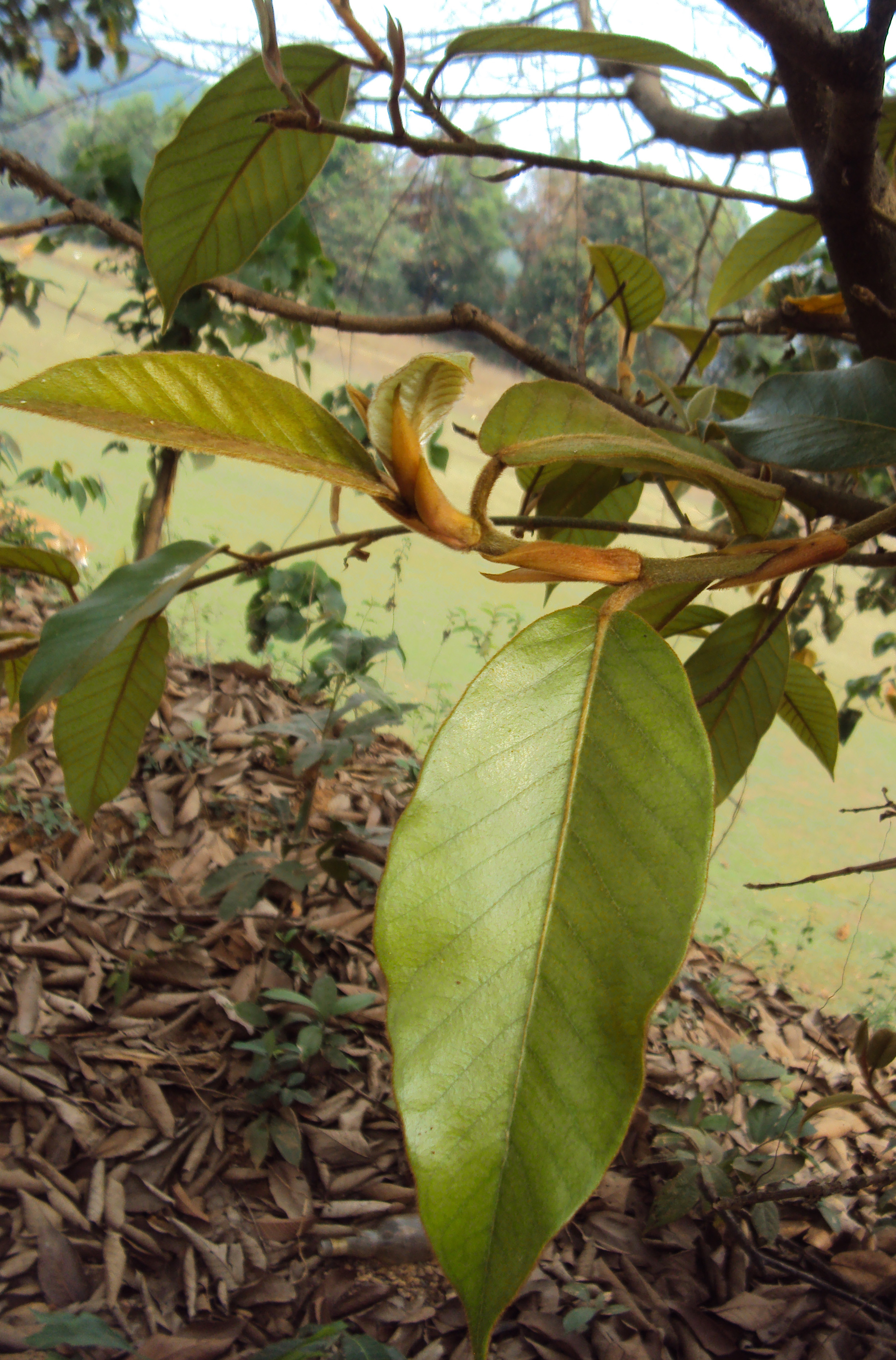
Photo prise près d'Iritty dans le Kerala, en Inde.
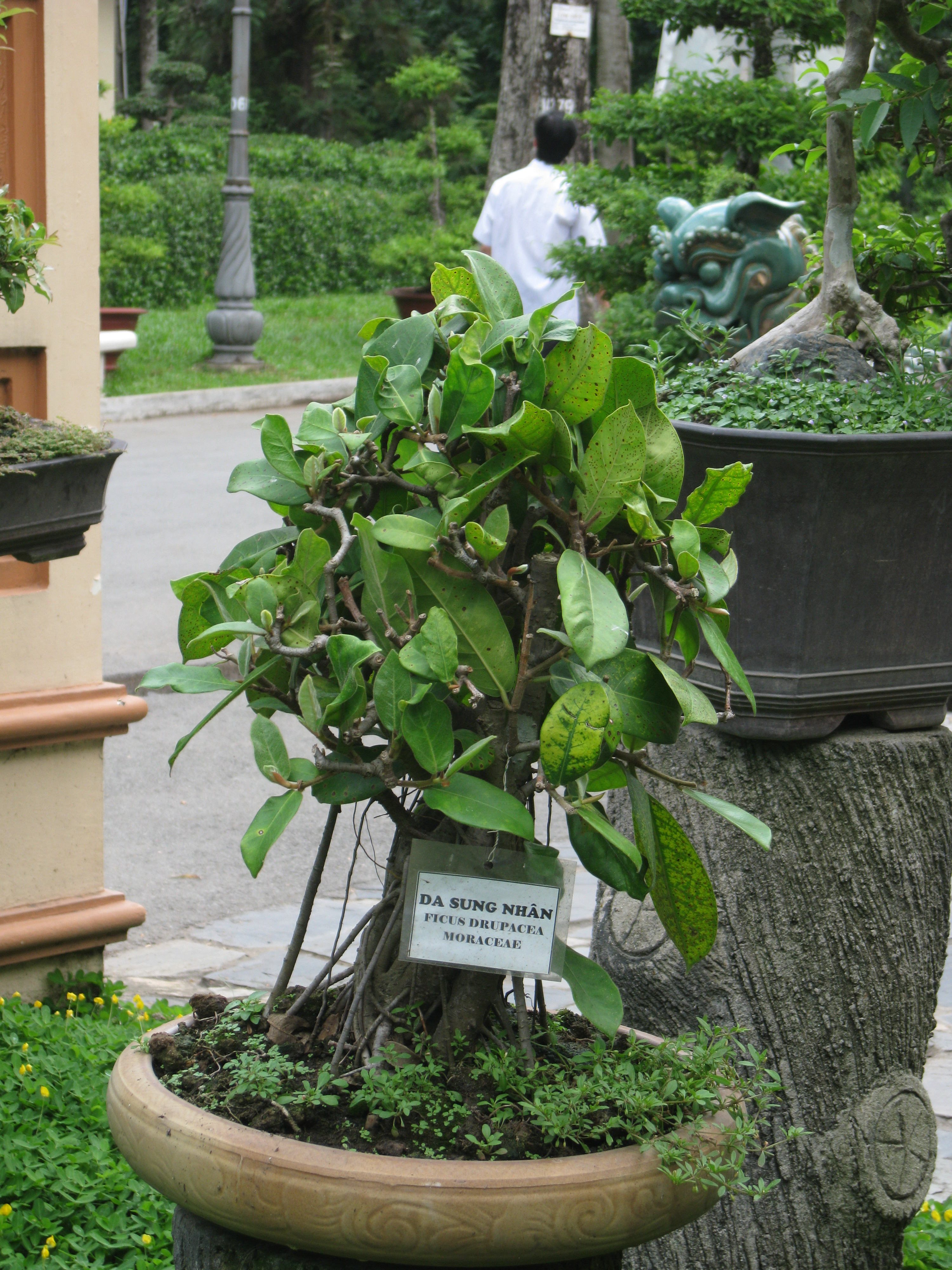
Ficus drupacea en bonsaï au jardin botanique et zoologique de Saigon.
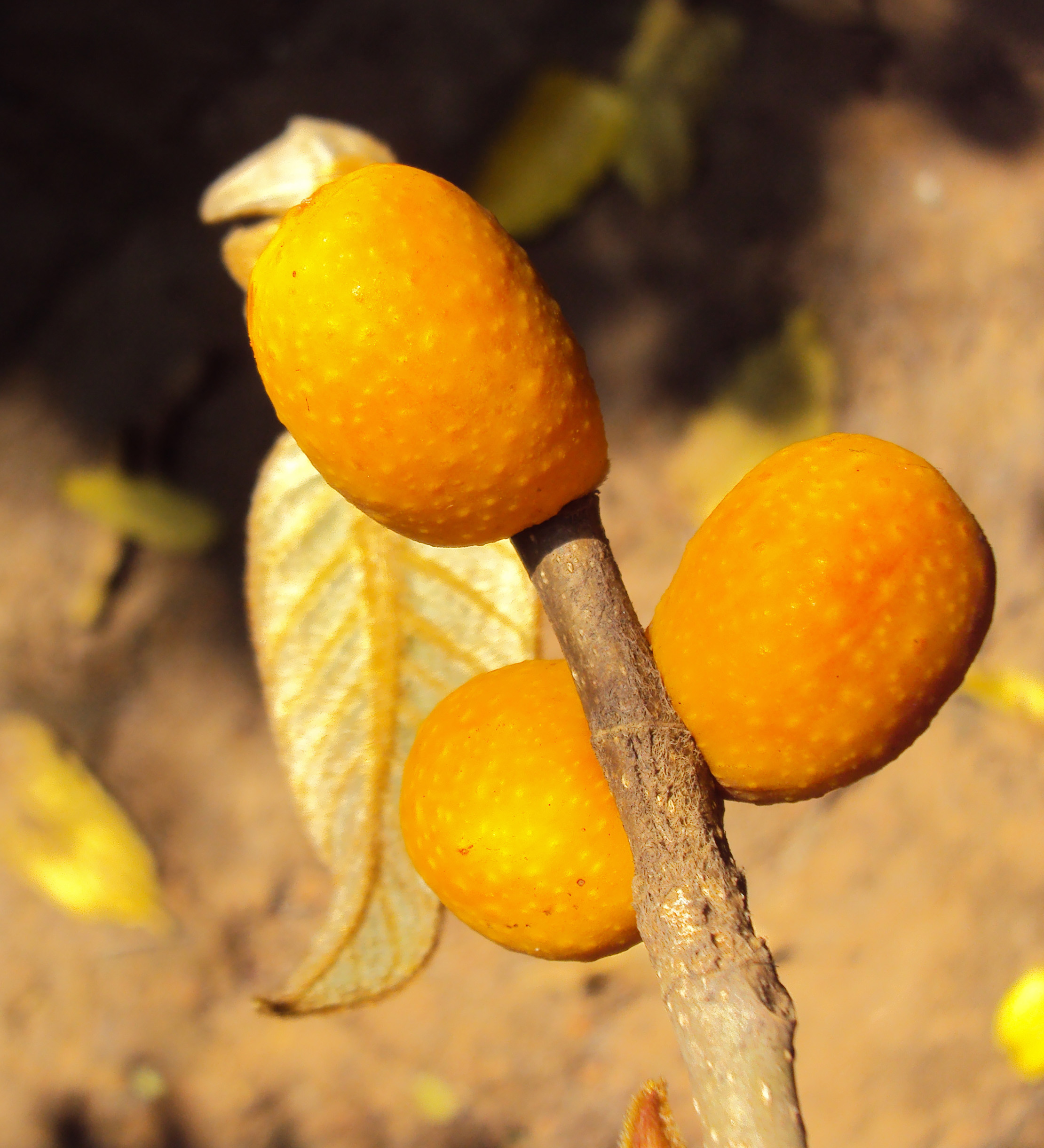
Les fruits.
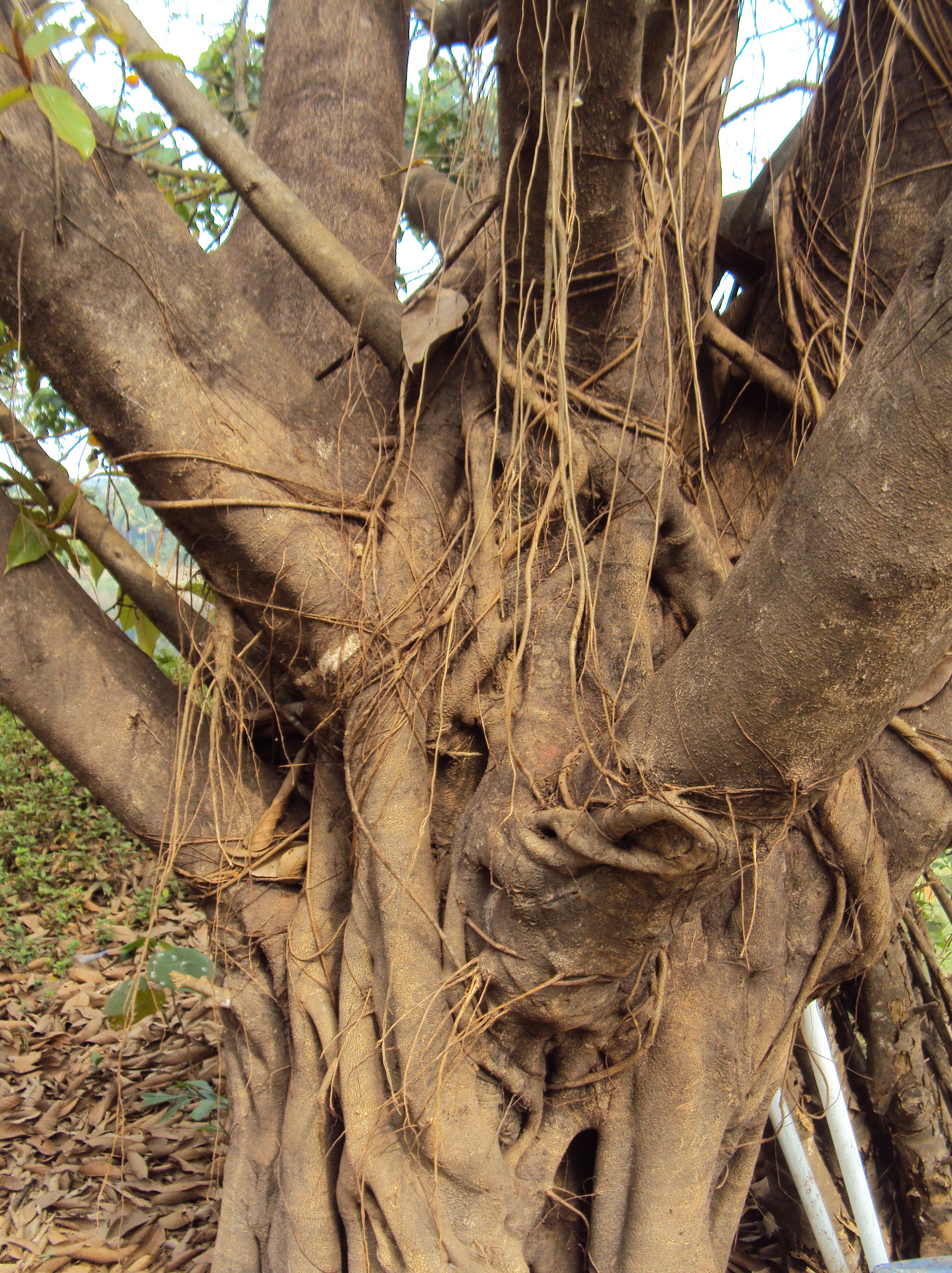
Tronc.

## Liste des variétés
Selon Tropicos (23 août 2020) (Attention liste brute contenant possiblement des synonymes) :
- variété Ficus drupacea var. drupacea
- variété Ficus drupacea var. glabrata Corner
- variété Ficus drupacea var. pedicellata Corner
- variété Ficus drupacea var. pubescens (Roth) Corner
- variété Ficus drupacea var. subrepanda (Wall. ex King) D. Basu